# Iittala (Hämeenlinna)

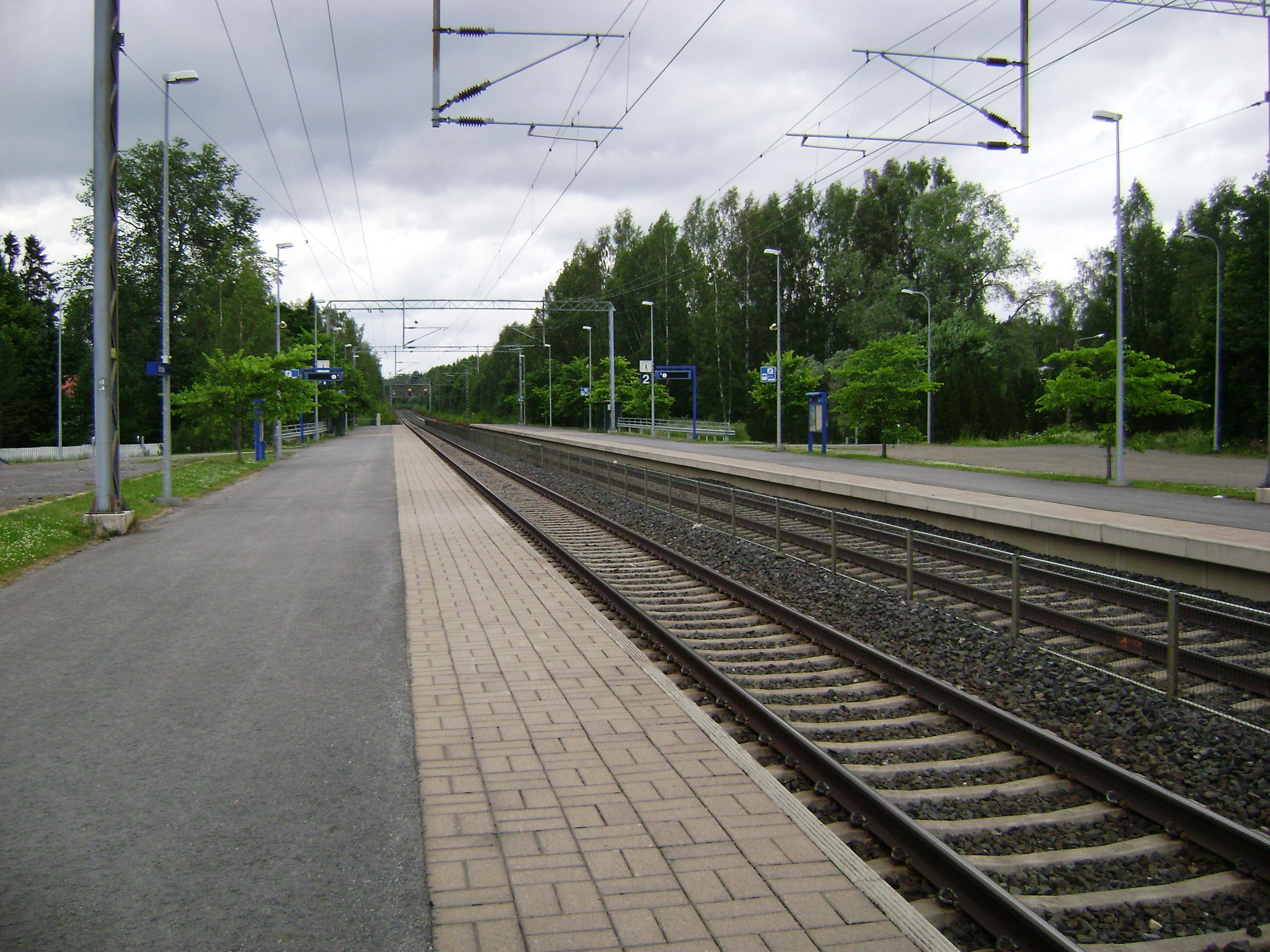
Haltepunkt 2012

Iittala ist ein Ort in der Gemeinde Hämeenlinna der Landschaft Kanta-Häme im Süden Finnlands. 

## Geografie
Der Ort Iittala liegt an der Bahnstrecke Riihimäki–Tampere (die Eisenbahn nach Helsinki wurde in den 1860er Jahren gebaut) und war das Zentrum der ehemaligen Gemeinde Kalvola.

## Geschichte
1940 ereignete sich der Eisenbahnunfall von Iittala. Der Ort gehörte zur Gemeinde Kalvola, bis diese 2009 mit Hämeenlinna fusionierte.

## Wirtschaft
- iittala: Im Jahre 1881 wurde in Iittala das Unternehmen Iittala, Hersteller für finnisches Glasdesign, gegründet.[1] Iittala ist heute eine finnische Design-Marke, spezialisiert auf Design-Objekte und Geschirr.